# 東京ゲゲゲイ
東京ゲゲゲイ（とうきょうゲゲゲイ）は、ダンサー及び演出家のMIKEYが結成した日本のアーティストグループ。元々はメンバーを固定せず活動していたが、2013年にMIKEYのダンススタジオの教え子であったBOW、MARIE、MIKU、YUYUの4人を集めて正式に結成された。2022年7月24日の卒業公演をもってBOW MARIE MIKU YUYUは卒業し､これからはMIKEYのソロプロジェクトとして活動していく模様。

## メンバー

### 現メンバー
- MIKEY（牧宗孝）

### 元メンバー
- BOW（大森由香里）個人YouTubeチャンネル開設
- MARIE（水木麻里絵）個人YouTubeチャンネル開設
- MIKU（岡田美紅）個人YouTubeチャンネル開設
- YUYU（田村侑弓）

### 主な関係者
- KUMI - スーパーバイザー
- 堀江ヒロアキ - マネジメント（KITERETSU MENTAL WORLD)
- 安宅秀紀 - 音楽

## 経歴
2013年以前
- メンバーが固定されておらず、バニラグロテスクなどとして活動する。

2013年
- テレビ東京系列の深夜番組『DANCE@TV』でのダンスコンテスト DANCE@HERO JAPAN 5th SEASONに挑戦するべく、MIKEYが自身の生徒の中から選抜したメンバーで結成。
- DANCE@HERO JAPAN 5th SEASON round1に作品「東京ゲゲゲイ女学院の誓い」で1位を獲得。round2に進出（7月）
- DANCE@HERO JAPAN 5th SEASON round2に作品「呪われた体育館の鏡」で1位を獲得。round3に進出。このroundよりYUYUが参加し、その後正式加入となる。（8月）
- DANCE@HERO JAPAN 5th SEASON round3に作品「OH HAPPY GAY!!!!」で1位を獲得。round4に進出（9月）
- DANCE@HERO JAPAN 5th SEASON round4に作品「世界の果て」で歴代最高得点を獲得して優勝。5代目DANCE@HEROとなる（10月）
MIKEYの独特な世界観から作られるダンス作品は「キテレツメンタルワールド」と名付けられ、審査員であったテリー伊藤も絶賛する。
- 台湾のダンスイベント「Kick Ass」に作品「東京ゲゲゲイ女学院 授業参観」で参加（12月）

2014年
- DANCE@LIVE JAPAN FINAL 2014に作品「許されぬ欲求」で参加。（4月）
- 自主制作した日本エレキテル連合のパロディ動画がYouTubeで70万回再生を超え、テレビ番組でも紹介。その後、本家・日本エレキテル連合とも共演する。（6月）

2015年
- 国際交流基金アジアセンターとパルコが主催するストリートダンスで日本とアジアをつなぐ国際企画「ダンス・ダンス・アジア ～クロッシング・ザ・ムーヴメンツ～」に参加。
- 1月にフィリピン・マニラ、3月にタイ・バンコクでワークショップと30分作品を上演。バンコクでは、現地の人気ダンスカンパニーとも共演。
- また東南アジア最大のスラム街クロントゥーイに住む子供たちと舞台で共演するなど、国境を超えたダンス交流を行い、数多くの地元メディアに報道された。
- パルコ主催でMIKEY振付、演出のダンスエンターテインメント「ASTERISK〜女神の光〜」に出演。（5月）
- 作品「葬儀」を発表。（7月）
- ダンス・ダンス・アジア東京公演に出演。ONE OK ROCKの“The Way Back”のミュージックビデオをYUYUが振付、MARIE、MIKUもダンサーとして出演。（10月）
- 東京ゲゲゲイ×富士フイルムの年賀状2016のコラボレーション企画として作品「年賀状で恋が叶うおまじない」を発表。（11月）
- 古屋兎丸原作、河原雅彦演出による舞台「残酷歌劇ライチ☆光クラブ」にMIKEYがパフォーマンス演出、BOW、MARIE、YUYU、MIKUが出演。（12月）

2016年
- 元日のバラエティ番組『初詣!爆笑ヒットパレード』（フジテレビ系列）に出演しライブパフォーマンスを披露。ナインティナインの岡村隆史に「今年ブレイクまちがいなしの注目アーティスト」として紹介される。（1月）
- 第10回日本ダンスフォーラム賞受賞（森山未來とダブル受賞）審査員は、評論家、制作者など舞踊界の重鎮10数名で構成され、一年を通じて目覚ましい活動によって、ダンスに貢献した個人/団体として選ばれる。（4月）
- PARCOプロデュースでMIKEY振付、演出のダンスエンターテインメント「ASTERISK〜Goodby,Snow White 新釈・白雪姫〜」（中村うさぎ原作）に出演。（5月）
- 作品「さよならダーリン」を発表。加藤ミリヤ 「DRAMATIC LIBERTY tour」にゲスト出演。（8月）
- リオパラリンピック閉会式のハンドオーバーセレモニー時に出演
- 「キテレツメンタルワールド 『東京ゲゲゲイ歌劇団』」初演。（11月、パルコ主催）

2017年
- 日本経済新聞夕刊にて音楽、ダンス、演劇、映像など様々なジャンルを融合したパフォーマンスが持ち味の5人組グループとして紹介される。（1月）
- 野田市文化会館（8月26日 1日1公演 満席）、湘南台文化センター（9月2日 1日1公演 満席）にて東京ゲゲゲイ歌劇団を再演。（8月・9月）
- サンシャイン劇場（11月16日〜12月3日）にてリチャード・オブライエン脚本、古田新太主演のミュージカル「ロッキー・ホラー・ショー」にMIKEYが振付、BOW、MARIE、YUYU、MIKUもダンサーとして出演 。（11月・12月）

2018年
- 「キテレツメンタルワールド『東京ゲゲゲイ歌劇団 Vol.II』」まつもと市民芸術館（1月13日 1日1公演 満席）初演、よみうり大手町ホール（1月17日〜21日 ５日間８公演 全回満席）。（1月、パルコ主催）
- 『人生が変わる1分間の深イイ話』（日本テレビ系列）に出演しパフォーマンスを披露。チュートリアルの徳井義実に「いま一番会いたい人！」として紹介される。梅田CLUB QUATTROにて「キテレツメンタルワールド『東京ゲゲゲイ歌劇団 Vol.II』大阪公演（16日 1日1公演 満席）。（2月）
- 公式通販サイトのGEGESHOPが運用開始（3月）
- 公式ファンクラブのゲゲゲイ会が運用開始（6月）
- 東京ゲゲゲイ初の冠番組『東京ゲゲゲイのバババBAR』放送

2020年
- 『HEART』がDYNAMITE BOATRACE 2020年上半期テーマソングに抜擢。下半期テーマソング『第六感（Reolの楽曲）』のMVにも出演。

2021年
- 2020年東京オリンピックの開会式パフォーマーに抜擢。

2022年
- 4月5日、7月に東京・日本青年館ホールほかで上演された『PARCO produce 東京ゲゲゲイ歌劇団 vol.V「KIRAKIRA 1PAGE」』の公演をもって、BOW、MARIE、MIKU、YUYUが東京ゲゲゲイから卒業することが決定し、今後の東京ゲゲゲイはMIKEYのソロユニットとなることが発表された。

2023年
- 7月5日ソロアルバム｢破壊ロマンス｣発売。

## 代表作品
- Yes or No
- ゲゲゲイの鬼太郎
- さよならダーリン
- 日本アゲゲイ
- 世界中からサヨウナラ
- ダンスが僕の恋人
- OUTSIDER

## ディスコグラフィー

### 配信限定シングル
| 発売日         | タイトル                             |
| -------------- | ------------------------------------ |
| 2016年10月13日 | さよならダーリン                     |
| 2018年6月1日   | I Have Nothing (Cover Ver.)          |
| 2018年9月11日  | ズットスキナヒト (バラードVer.)      |
| 2019年5月5日   | KIRAKIRA 1PAGE                       |
| 2019年9月3日   | 日本アゲゲイ                         |
| 2020年8月8日   | BLACK LIP                            |
| 2021年5月31日  | TG体操第一                           |
| 2021年7月28日  | Heart (English Version)              |
| 2021年10月23日 | OUTSIDER                             |
| 2022年6月1日   | 地平線 〜LAST SONG〜                 |
| 2023年1月27日  | Top down                             |
| 2023年2月24日  | オテンキボーイズ feat. 坂尻龍        |
| 2023年3月8日   | メイドインあたし / 花譜×東京ゲゲゲイ |
| 2023年3月31日  | 醜いシンデレラ                       |
| 2023年4月27日  | SEXしようよ                          |

### 映像作品
| 発売日        | タイトル                                       | 規格品番 |
| ------------- | ---------------------------------------------- | -------- |
| 2016年11月1日 | * ASTREISK 「Goodbye,Snow White 新釈・白雪姫」 | PLS-0455 |
| 2019年6月20日 | 黒猫ホテル                                     | PTDV-100 |
| 2021年1月26日 | 東京ゲゲゲイ歌劇団「キテレツメンタルワールド」 | PSADV-02 |

### 参加作品
| 発売日        | タイトル               | 収録曲                                         |
| ------------- | ---------------------- | ---------------------------------------------- |
| 2016年3月2日  | 加藤ミリヤ『LIBERTY』  | 女神の光 feat.牧宗孝(MIKEY from 東京ゲゲゲイ)  |
| 2021年7月7日  | 大森靖子『PERSONA #1』 | 夢幻クライマックス feat. MIKEY（東京ゲゲゲイ） |
| 2022年4月13日 | Rei 『Quilt』          | Crazy! Crazy! with 東京ゲゲゲイ                |

## 出演作品
- LM.C｢DOUBLE DRAGON｣/MV(MIKEY出演)
- KANA-BOON「talking」/シナリオアート「ナナヒツジ」MV（YUYU出演）[24]
- ONE OK ROCK 「The Way Back」(YUYU振付 MARIE, MIKU出演)
- シナリオアート「シニカルデトックス」MV（MARIE, MIKU, YUYU出演）[25]
- クリープハイプ「鬼」MV（YUYU出演）[26]
- DREAMS COME TRUE「世界中からサヨウナラ」MV出演
- 椎名林檎 ｢公然の秘密｣ MV (MIKEY出演)
- ハケンの品格 第2シーズン 第7話（2020年、日本テレビ） - コンビニ店員（BOW出演）
- Reol ｢第六感｣ MV出演 [27]